# سورة الطلاق
سُورَةُ الطَّلَاق هي سورة مدنية، من المفصل، شاعت تسميتها بـ: (سورة الطلاق) في المصاحف وفي كتب التفسير وكتب السنة، لأنها تناولت موضوعاً الطلاق المتعلق بأحوال الزوجين، وبيان ما يترتب عليه، ولها اسم آخر، وهو (سورة النساء الصغرى)، آياتها 12، وترتيبها في المصحف 65، في الجزء الثامن والعشرين، بدأت بأسلوب نداء للنبي محمد ﴿يَاأَيُّهَا النَّبِيُّ﴾ [الطلاق:1]، نزلت بعد سورة الإنسان، تتحدث السورة عن أحكام الطلاق في الإسلام، ومن مقاصدها، أنها دعت الأزواج إلى العدل مع زوجاتهم، والبعد عن شهود الزور التي يلجأ إليها بعض الأزواج، وأودع الله فيها جملة من الأحكام، تتصل بالأسرة، واشتملت على أحكام تشريعية تتعلق بوضع الزواج، مثل أحكام الطلاق، والأحكام المتعلقة بكيفية الشروع في الطلاق والأحكام المصاحبة.

## التعريف بسورة الطلاق وسبب التسمية
سُميت هذه السورة بهذا الاسم (سورة الطلاق)، وأصل الطلاق (التخلية) من وثاق، ويقال: أطلقت البعير من عقاله، وطلقته وهو طالق، ومنه استعير طلقت المرأة إذا خليتها، فهي طالق، أي مخلاة عن حبالة النكاح، والطلاق اسم بمعنى التطليق، كالسلام والكلام بمعنى التسليم والتكليم، وفي ذلك قالوا: المستعمل في المرأة (لفظ التطليق)، وفي غيرها (لفظ الإطلاق).
وسميت بسورة الطلاق، لأنها تناولت موضوعاً من مواضيع الأحكام الشرعية المتعلقة بأحوال الزوجين، ألا وهو الطلاق، وبيان ما يترتب عليه من أمور تخص العدة وأنواعها ومدتها والنفقة والسكنى وأجر المرضعة للطفل، ورجعة المطلقة، إلى غير ذلك من الأحكام، ولها اسم آخر وهو: (سورة النساء القصرى)، وهو المروي عن ابن مسعود، "وأنكره الداودي، فقال: لا أرى القصرى محفوظا ولا يقال لشيء من سورة القرآن: قصرى ولا صغرى، وتعقبه ابن حجر بأنه رد للأخبار الثابتة بلا مستند والقصر والطول أمر نسبي، وقد أخرج البخاري عن زيد بن ثابت أنه قال: طولى الطوليين، وأراد بذلك سورة الأعراف، وقال ابن عاشور: وابن مسعود وصفها بالقصرى احترازاً عن السورة المشهورة باسم سورة النساء، التي هي السورة الرابعة في المصحف، وقال البقاعي: "واسمها الطلاق أجمع ما يكون لذلك، فلذا سميت به، وكذا سورة النساء القصرى، لأن العدل في الفراق بعض مطلق العدل الذي هو محط مقصود سورة النساء".

## عدد آيات سورة الطلاق وكلماتها وحروفها
اختلف المفسرون في عدد آيات سورة الطلاق، قال الألوسي: واختف في عدد آياته، ففي البصري (إحدى عشرة آية)، وفيما عداه (اثنتا عشرة آية).
وعدد كلماتها: (مائتان وأربعون كلمة).
عدد حروفها: (ألف وستون حرفاً).

## مكان نزول السورة وترتيبها

### مكان نزول السورة
سورة (الطلاق) من السور المدنية الخالصة، فقد أجمع علماء التفسير أنها نزلت في المدينة، وبصورة كاملة، وأشار إلى ذلك القرطبي بقوله: "سورة الطلاق مدنية في قول الجميع"، وذكر ذلك: الرازي، والخازن، والبغوي، والقرطبي، والثعلبي، ومكي بن أبي طالب، والواحدي، والزمخشري، وابن عطية، وابن الجوزي، وابن عاشور، وغيرهم.

### ترتيب نزول السورة
وكان نزول سورة (الطلاق) بعد سورة الإنسان، وقبل سورة البينة، وترتيبها بالنسبة للنزول: السادسة والتسعون، أما ترتيبها بالنسبة لترتيب المصحف، فهي السورة الخامسة والستون.

## سبب نزول سورة الطلاق
ورد في سبب نزولها عدة أسباب، كل منها يتعلق بآية أو مقطع في السورة، ومنها:
1. ما رواه الإمام مسلم عن طريق ابن جريج عن أبي الزبير أنه سمع عبد الرحمن بن أيمن يسأل ابن عمر: كيف ترى في الرجل طلق امرأته حائضاً؟ فقال: طلق ابن عمر امرأته حائضاً على عهد رسول الله ﷺ، فسأل عمر رسول الله ﷺ، فقال له: ليراجعها، فردها، وقال: إذا طهرت فليطلق أو ليمسك، قال ابن عمر وقرأ النبي ﷺ: ﴿يَا أَيُّهَا النَّبِيُّ إِذَا طَلَّقْتُمُ النِّسَاءَ فَطَلِّقُوهُنَّ لِعِدَّتِهِنَّ﴾ [الطلاق:1]،[12] قال ابن عاشور: "وظاهر قوله: وقرأ النبي ﷺ، ... إلخ، إنها نزلت عليه ساعتئذ، ويحتمل أن تكون نزلت قبل هذه الحادثة، وقال الواحدي عن السدي: أنها نزلت في قضية طلاق ابن عمر، وعن قتادة أنها نزلت بسبب أن النبيء ﷺ طلق حفصة ولم يصح، وجزم أبو بكر بن العربي بأن شيئا من ذلك لم يصح، وأن الأصح أن الآية نزلت بياناً لشرع مبتدئ".[13]
2. أنها نزلت في النبي ﷺ حينما طلق حفصة، ويستدل على ذلك بما رواه أنس بن مالك، قال: "طلق رسول الله ﷺ حفصة، فأتت أهلها، فأنزل الله تعالى: ﴿يَا أَيُّهَا النَّبِيُّ إِذَا طَلَّقْتُمُ النِّسَاءَ فَطَلِّقُوهُنَّ لِعِدَّتِهِنَّ﴾ [الطلاق:1]، فقيل له: راجعها، فإنها صوامة قوامة، وهي من أزواجك في الجنة.[11]
3. وقيل: أنها نزلت في (عبد الله بن عمرو بن العاص، وعمرو بن سعيد بن العاص، والطفيل بن الحرث، وعتبة بن غزوان، وقيل: أنها نزلت في أبي ركانة.[11]

## خصائص سورة الطلاق
1. افتتاح السورة بالنداء للنبي محمد ﷺ: (يَاأَيُّهَا النَّبِيُّ)، ومخاطبة النبي بهذا اللفظ هو إثبات للنبوة والرسالة.[5]
2. هي إحدى السور التي تعد أنموذجاً فريداً في صلاح المجتمع، والمحافظة على كيانه، وتحمل في متنها وسائل عظيمة لصلاح الأسرة في كل زمان ومكان، وأنها حظيت بأحكام الطلاق تفصيلاً، وإصلاح الضرر، وبخاصة الواقع على المرأة، ورتبت من الأحكام ما يقلل الضرر ويعلي المصلحة، وجاءت بأسلوب مغاير عن باقي سور القرآن في هذا الموضوع (الطلاق)، لأهميته وعظيم خطره على الأسرة المسلمة.[6]
3. إن السورة فيها من الدلالات البليغة والمعاني العظيمة، والأوجه المختلفة للإعجاز القرآني، لا يعلمها إلا من تدبرها وعلم تفسيرها وعمل بمقتضاها.[1]
4. ومما تميزت به سورة الطلاق عن غيرها من السور، أنها السورة الوحيدة في القرآن التي ورد فيها ما يدل على أن الأرضين سبع.[14]

## فضائل سورة الطلاق
روى الثعلبي في فضل السورة عن أبي بن كعب، قال: قال رسول الله: ﷺ: ««من قرأ سورة  ﴿يَا أَيُّهَا النَّبِيُّ إِذَا طَلَّقْتُمُ النِّسَاءَ﴾ [الطلاق:1]، مات على سنة رسول الله صلى الله عليه وسلم»».
وعلق (الشربيني) في تفسيره السراج المنير على هذا الحديث بقوله: "وما قاله البيضاوي تبعا للزمخشري من أنه ﷺ قال: «من قرأ سورة الطلاق مات على سنة رسول الله ﷺ حديث موضوع".

## مناسبة السورة لموضوعها، ولما قبلها وبعدها

### مناسبة السورة لموضوعها
المناسبة بين اسم السورة (الطلاق) ومحورها ظاهر، فالمحور الرئيسي الذي تدور حوله السورة: هو أحكام الطلاق، وما يترتب عليه، مع تقرير الأحكام وتهيئة النفس لتقبلها والامتثال لها، كما أن الاسم الثاني الذي هو: (النساء القصرى)، له علاقة بأحكام النساء الواردة في السورة.

### مناسبة السورة لما قبلها
1. أنه قال في أواخر التغابن: ﴿يَا أَيُّهَا الَّذِينَ آمَنُوا إِنَّ مِنْ أَزْوَاجِكُمْ وَأَوْلَادِكُمْ عَدُوًّا لَكُمْ﴾ [التغابن:14]، ولما كانت عداوة الأزواج قد تفضي إلى الطلاق، وعداوة الأولاد قد تؤدي إلى القسوة وترك الإنفاق عليهم، عقب ذلك بسورة فيها أحكام الطلاق والإنفاق على الأولاد وعلى المطلقات.
2. أشار الله  في آخر التغابن إلى كمال علمه بقوله: {عالِمُ الْغَيْبِ}، وأشار في آخر هذه السورة إلى كمال علمه بمصالح النساء وبالأحكام الخاصة بطلاقهن، فكأنه بيّن ذلك العلم الكلي بهذه الجزئيات.[17]
3. وفي مجيء سورة الطلاق عقب الحديث عن فتنة الأزواج والأولاد في هذا ما يشير، في إعجاز مبين، إلى أن الطلاق لا يكون إلا في حال يتحكم فيها الخلاف بين الرجل والمرأة، حتى يكاد يكون فتنة، لا يمكن الخلاص منها إلا بهذا الدواء المرّ، وإلا بهذا الداء الذي يذهب به داء أشد منه.[10]

### مناسبة السورة لما بعدها
1. افتتاح السورتين كلتيهما بخطاب النّبي ﷺ: يا أَيُّهَا النَّبِيُّ.
2. اشتراك السورتين في الأحكام المخصوصة بالنساء، فالأولى سورة الطلاق في بيان أحكام الطلاق والعدة وحقوق المعتدة وحسن المعاشرة، وسورة التحريم في موقف بعض نساء النّبي ﷺ وكيفية معاملة النّبي ﷺ لهنّ بالحسنى واللين والنصح.
3. إن سورة الطلاق المتقدمة في تحريم ما أحل الله بالطلاق، وإنهاء خصومة بعض نساء الأمة، وهذه السورة في تحريم ما أحل الله من نوع آخر بالإيلاء، وإنهاء خصومة نساء النّبي ﷺ، وإفرادها بأحكامهن تعظيما لهن، لذا ختمت بذكر زوجته في الجنة آسية امرأة فرعون ومريم بنت عمران.[17]

## مقاصد سورة الطلاق
1. بيان جملة من أحكام النساء المتعلقة بالطلاق والعدة، ومن ذلك الإشارة للطلاق السني والبدعي إذا تعذر استمرار العلاقة الزوجية.[11]
2. التحذير من إخراج المطلقات من بيوتهن، أو أن يخرجن بدون سبب يدعو إلى ذلك، وتوعدت من يتعدى شرائع الله ويستهين بها.[18]
3. الإيماء إلى حكمة شرع العدة، والنهي عن الإضرار بالمطلقات والتضييق عليهن، والإشهاد على التطليق وعلى المراجعة.[13]
4. الإشارة إلى عاقبة الأمم المكذبة للرسل، وسبب الهلاك ونتيجته،[11] فقد ضرب الله الأمثلة بالأمم الباغية التي عتت عن أمر ربها فذاقت الوبال، والدمار، وببيان قدرة الله العظيمة التي تجلت في خلق سبع سماوات طباق ومن الأرض مثلهن، وكلها براهين وحدانيته  تبارك الله أحسن الخالقين.[18]
5. حسن التدبير في المفارقة والمهاجرة بتهذيب الأخلاق، بالتقوى، لا سيما في الإنفاق، ولا سيما إن كان ذلك عند الشقاق، ولا سيما إن كان في أمر النساء، ولا سيما عند الطلاق، ليكون الفراق على نحو التواصل والتلاق.[7]
6. تشريف وحي الله تعالى بأنه منزل من السماوات وصادر عن علم الله وقدرته تعالى.[13]

## المحتوى العام للسورة
احتوت السورة على جملة من المواضيع، أهمها تسعة مواضع:
1. مقاصد سورة الطلاق
2. النهي عن إيقاع الطلاق في زمن الحيض
3. الإشهاد على الرجعة والطلاق
4. بقاء المطلقة الرجعية في بيت الزوجية أثناء العدة
5. عدة الآيسة وغير الحائض
6. عدة الحامل
7. نفقة المطلقة وسكنها
8. اعتبار نفقة الزوجة
9. أجر المرضعة

ونتج عن ذلك: طريقة معاجلة السورة للوائح مدة العدة، مبينة مدة انتظار التي يأست، ومدة انتظار الشابات اللاتي لم يحضن، ومدة انتظار الحامل، وأن الفاحشة المبينة: كل معصية كالزنى والسرقة والبذاءة، والمطلقة رجعياً لا تخرج من بيتها ليلاً ولا نهاراً حتى تنقضي عدتها.
واقتضى البيان توضيح الأمر بالتقوى منعاً من الظلم وتجاوز الحدود، وختمت السورة بالتحذير من مخالفة الأحكام وتعدي حدود الله، وهددت بالعقوبة المماثلة لعقوبات الأمم الباغية التي تخطت أوامر الله، وكررت الأمر بالتقوى، وذكّرت بمهمة الرسول ﷺ وهي تلاوة آيات الله لإخراج المؤمنين من الظلمات إلى النور، وأوضحت جزاء الإيمان والعمل الصالح، ثم أوردت البرهان القاطع على قدرة الله الشاملة وعلمه الواسع بخلق السموات السبع والأرضين السبع، وتنزل وحي الله وأمره وقضائه بين السموات والأرض.

## الناسخ والمنسوخ في السورة
سورة الطلاق فيها ناسخ، وليس فيها منسوخ، والناسخ منها قوله تعالى: ﴿وَأَشْهِدُوا ذَوَيْ عَدْلٍ مِنْكُمْ وَأَقِيمُوا الشَّهَادَةَ لِلَّهِ﴾ [الطلاق:2]، ناسخة لما في آخر سورة المائدة، قوله تعالى ﴿يَا أَيُّهَا الَّذِينَ آمَنُوا شَهَادَةُ بَيْنِكُمْ إِذَا حَضَرَ أَحَدَكُمُ الْمَوْتُ حِينَ الْوَصِيَّةِ اثْنَانِ ذَوَا عَدْلٍ مِنْكُمْ أَوْ آخَرَانِ مِنْ غَيْرِكُمْ﴾ [المائدة:106]، وأما باقيها فهو محكم، ليس بناسخ ولا منسوخ.

## من فقه السورة (بعض الفوائد الفقهية)
- الفائدة الأولى: سورة الطلاق تعالج مشكلة من أخطر المشاكل التي تمس حياة الإنسان (الطلاق): ونظراً لأهمية الموضوع الذي تعالجه، وخطورته على الفرد والمجتمع وعلى حياة الأبناء، وربما تشردهم، فلا يوجد مجتمع قديماً وحديثاً، إلا والبناءات الأسرية لها دور كبير وهام في حياة الأبناء، وحفاظاً على المجتمع من الصراعات بين الزوج والزوجة وبين أهل الزوجة وأهل الزوج، أفرد الشارع الحكيم  سورة كاملة في هذا الأمر، ووضع له من الضوابط الشرعية التي تنظمه، واعتبرها حدوداً لا ينبغي الخروج عنها، بأي حال من الأحوال، وهذا تعظيم بشأن الموضوع الذي تعالجه وتتناوله، وهذا على عكس النكاح مثلاً، فلا توجد سورة في القرآن يطلق عليها سورة الزواج أو النكاح، ولكن نظراً لأن الطلاق يمس أعز ما في الكون وهو الإنسان، نظم له المولى  أمر الطلاق، ووضع ضوابطه.[5]
- الفائدة الثانية: في قوله تعالى: ﴿يَا أَيُّهَا النَّبِيُّ إِذَا طَلَّقْتُمُ النِّسَاءَ فَطَلِّقُوهُنَّ لِعِدَّتِهِنَّ﴾ [الطلاق:1]، نادى المولى  النبي ﷺ، ثم خاطب أمته، لأنه السيد المقدم، فإذا نودي وخوطب خطاب الجمع، كانت أمته داخلة في ذلك الخطاب، ومعنى: { إِذَا طَلَّقْتُمُ النِّسَاءَ}، إذا أردتم التطليق، {فَطَلِّقُوهُنَّ لعِدَّتِهِنَّ}، فأمر الله  الزوج أن يطلق امرأته إذا شاء الطلاق في طهرها، وهو قوله: {لعِدَّتِهِنَّ}، أي: لزمان عدتهن وهو الطهر.[21]
- الفائدة الثالثة: لما كان نظر الشارع إلى العدة شديداً، صرح بصيغة الأمر فقال تعالى: {وأحصوا} أي: اضبطوا ضبطاً، كأنه في إتقانه محسوس {العدة}، ليعرف زمان الرجعة والنفقة والسكنى، وحل النكاح لأخت المطلقة مثلا، ونحو ذلك من الفوائد الجليلة، {واتقوا} أي: في ذلك {الله} أي: الملك الأعظم الذي له الخلق والأمر {ربكم} أي: لإحسانه في تربيتكم في حملكم علي الحنيفية السمحة ورفع جميع الآصار عنكم {لا تخرجوهن} أي: أيها الرجال في حال العدة {من بيتوهن} أي: المسكن التي وقع الفراق فيها، وهي مساكنهن التي يسكنها قبل العدة، وهي بيوت الأزواج، وأضيفت إليهن لاختصاصها بهن من حيث السكنى.[16]
- الفائدة الرابعة: أن الطلاق في حال الحيض والنفاس بدعة، وكذلك في الطهر الذي جامعها فيه، لقول النبي ﷺ، وإن شاء طلق قبل أن يمس، والطلاق السني أن يطلقها في طهر لم يجامعها فيه وهذا في حق امرأة تلزمها العدة بالأقراء فأما إذا طلق غير المدخول بها في حال الحيض، أو طلق الصغيرة التي لم تحض، أو الآيسة بعد ما جامعها، أو طلق الحامل بعد ما جامعها، أو طلق التي لم تر الدم، لا يكون بدعياً ولا سنة، ولا بدعة في طلاق هؤلاء، لأن النبي ﷺ قال: «ثم ليطلقها طاهراً أو حاملاً».[22]
- الفائدة الخامسة: تعداد الصيغ المفيدة للأمر الواردة في السورة، وهي كما يلي: (طلقوهن، أحصوا، اتقوا، أمسكوهن، فارقوهن، أشهدوا، أقيموا، أنفقوا، آتوهن، وأتمروا، لينفق، لينفق، اتقوا)، وكما يظهر أن هناك أربعة عشر أمراً في سورة تعداد آياتها (اثنتا عشرة آية)، وهذا عدد كبير يدل على أهمية الأوامر في خطاب الشارع.[11]
- الفائدة السادسة: القيم الاجتماعية المستنبطة من السورة، فقد اشتملت على عدد من القيم الاجتماعية التي جاء الإسلام بالبحث عليها، ومن أهمها: (عدم جواز إخراج المرأة المطلقة من بيت الزوجية، وإقامة الشهود على الطلاق وعلى الرجعة، وحق السكنى والنفقة للمطلقة، والإنفاق على المرأة المطلقة الحامل، وأن يكون الإنفاق على قدر الوسع والطاقة، وأجر المرضعة).[6]

## اللغة والبلاغة في سورة الطلاق

### اللغة في بعض آيات سورة الطلاق
(فَطَلِّقُوهُنَّ لِعِدَّتِهِنَّ): اللام في قوله تعالى: فطلقوهن لعدتهن لام التوقيت كاللام الداخلة في التاريخ، نحو كتبته لثلاث مضين من المحرم، أي فطلقوهن في عدتهن، أي في وقتها.
(وَأَحْصُوا الْعِدَّةَ) الإحصاء: معرفة العد وضبطه، وهو مشتق من الحصى وهي صغار الحجارة، لأنهم كانوا إذا كثرت أعداد شيء، جعلوا لكل معدود حصاة ثم عدوا ذلك الحصى، والمعنى: الأمر بضبط أيام العدة والإتيان على جميعها وعدم التساهل فيها، لأن التساهل فيها ذريعة إلى أحد أمرين: إما التزويج قبل انتهائها، فربما اختلط النسب، وإما تطويل المدة على المطلقة في أيام منعها من التزوج، لأنها في مدة العدة لا تخلو من حاجة إلى من يقوم بها، وأما فوات أمد المراجعة إذا كان المطلق قد ثاب إلى مراجعة امرأته.
(وتلك حدود الله) والحدود: جمع حد وهو ما يحد، أي يمنع من الاجتياز إلى ما ورائه للأماكن التي لا يحبون الاقتحام فيها إما مطلقا مثل حدود الحمى وإما لوجوب تغيير الحالة مثل حدود الحرم لمنع الصيد وحدود المواقيت للإحرام بالحج والعمرة، والمعنى: أن هذه الأحكام مشابهة الحدود في المحافظة على ما تقتضيه في هذا.
{إِنِ ارْتَبْتُمْ} الارتياب: الشك، وجاء في التفسير في قوله: {إِنِ ارْتَبْتُمْ} لأن المعنى: إذا لم تدروا للكبر أم لدم الاستحاضة، فالعدة ثلاثة شهور.

### البلاغة في سورة الطلاق
في قوله: ﴿لَا تَدْرِي لَعَلَّ اللَّهَ يُحْدِثُ بَعْدَ ذَلِكَ أَمْرًا﴾ [الطلاق:1] التفات من الغيبة إلى الخطاب، والفائدة منه مشافهة المتعدي بالخطاب لمزيد الاهتمام بالزجر عن التعدّي، وقد تورط بعضهم فحسب أن الخطاب للنبي ﷺ والمعنى ومن يتعد حدود الله فقد ظلم نفسه وأضربها، فأنت لا تدري أيّها المتعدّي مغبّة الأمر وما عسى أن يسفر عنه لعلّ الله يحدث في قلبك بعد ذلك الذي أقدمت عليه من التعدّي أمرا يقتضي خلاف ما فعلت فيبدل ببغضها محبة وبالإعراض عنها إقبالا عليها وبالصدود رضا.
وفي قوله تعالى: ﴿وَاللَّائِي يَئِسْنَ مِنَ الْمَحِيضِ مِنْ نِسَائِكُمْ إِنِ ارْتَبْتُمْ فَعِدَّتُهُنَّ ثَلَاثَةُ أَشْهُرٍ وَاللَّائِي لَمْ يَحِضْنَ وَأُولَاتُ الْأَحْمَالِ أَجَلُهُنَّ أَنْ يَضَعْنَ حَمْلَهُنَّ وَمَنْ يَتَّقِ اللَّهَ يَجْعَلْ لَهُ مِنْ أَمْرِهِ يُسْرًا ۝٤﴾ [الطلاق:4] حذف خبر، فالصمت عن الخبر، وعطف اللائي لم يحضن، على اللائي يئسن، مؤذن باتحادهما في الخبر.
في قوله ﴿وَكَأَيِّنْ مِنْ قَرْيَةٍ عَتَتْ عَنْ أَمْرِ رَبِّهَا﴾ [الطلاق:8] مجاز مرسل علاقته المحلية، من إطلاق المحل وإرادة الحال وقد تقدمت له نظائر كثيرة.
وفي قوله ﴿لِيُخْرِجَ الَّذِينَ آمَنُوا وَعَمِلُوا الصَّالِحَاتِ مِنَ الظُّلُمَاتِ إِلَى النُّورِ﴾ [الطلاق:11]، استعارتان تصريحيتان شبّه الكفر بالظلمات ثم حذف المشبّه وأبقى المشبّه به وشبّه الإيمان بالنور وحذف المشبّه وأبقى المشبّه به أيضا.

## القراءات لبعض الكلمات في سورة الطلاق
في قوله تعالى: ﴿لَا تُخْرِجُوهُنَّ مِنْ بُيُوتِهِنَّ﴾ [الطلاق:1]، قرأ ورش وبصري وحفص (بُيُوتِهِنَّ) بضم الباء، وكسرها للباقين جليّ ومُبَيِّنَةٍ، وقرأ المكي وشعبة بفتح الياء المنقوطة نقطتين من أسفل والباقون بالكسر.
وفي قوله تعالى: ﴿إِنَّ اللَّهَ بَالِغُ أَمْرِهِ﴾ [الطلاق:3]، كلهم قَرَأَ (بالِغُ أمره) منوناً، وروى حَفْص والمفضل عَن عَاصِم (بالِغُ أَمْرِهِ) مُضَافاً.
وفي قوله تعالى: ﴿وَاللَّائِي يَئِسْنَ مِنَ الْمَحِيضِ مِنْ نِسَائِكُمْ إِنِ ارْتَبْتُمْ فَعِدَّتُهُنَّ ثَلَاثَةُ أَشْهُرٍ وَاللَّائِي لَمْ يَحِضْنَ﴾ [الطلاق:4].
(واللاء): قرأ قالون وقنبل ويعقوب بهمزة مكسورة محققه من غير ياء بعدها وصلاً ووقفاً، وقرأ ورش من الطريقين، وأبو جعفر بهمزة مكسورة مسهلة من غير ياء بعدها، مع المد والقصر، وهم على أصولهم في المد، أما وقفاً فلهم تسهيل الهمزة بالروم مع المد والقصر، إبدالها ياء ساكنة مع المد المشبع، وقرأ البزي وأبو عمرو وصلاً بهمزة مكسورة مسهلة من غير ياء بعدها مع المد والقصر، ولهما أيضاً إبدال الهمزة ياء ساكنة مع المد المشبع للساكنين، ولاحظ لهما الإظهار، الإدغام عند الوصل بلفظ يئسن، والوجهان من الإظهار والإدغام صحيحان.
وفي قوله تعالى: ﴿أَسْكِنُوهُنَّ مِنْ حَيْثُ سَكَنْتُمْ مِنْ وُجْدِكُمْ وَلَا تُضَارُّوهُنَّ﴾ [الطلاق:6]، اختلف القرّاء في (وُجْدِكُمْ)، فقرأ روح بكسر الواو، وقرأ الباقون (وُجْدِكُمْ) بضم الواو، والكسر، والضمّ لغتان بمعنى: (الوسع).
وفي قوله تعالى: ﴿وَكَأَيِّنْ مِنْ قَرْيَةٍ عَتَتْ عَنْ أَمْرِ رَبِّهَا وَرُسُلِهِ فَحَاسَبْنَاهَا حِسَابًا شَدِيدًا وَعَذَّبْنَاهَا عَذَابًا نُكْرًا ۝٨﴾ [الطلاق:8]، (وَكَأَيِّنْ)، يقرأ بالهمز والتشديد للياء بعد الهمز، وبألف ممدودة قبل الهمزة ونون ساكنة بعدها، ومعناها: معنى كم، و(نكرا): قرأ نافع وابن ذكوان وشعبة وأبو جعفر ويعقوب بضم الكاف، والباقون بإسكانها.

## أهم المؤلفات في سورة الطلاق
1. سورة الطلاق –دراسة وتحليل، للباحث: كلام الدين رحمة الله رحيم الدين، وهذا المؤلف عبارة عن بحث تكميلي، قدم لنيل درجة الماجستير بجامعة المدينة العالمية، كلية العلوم الإسلامية، دولة ماليزيا، ونوقش البحث سنة 2013م.
2. التفسير التحليلي دراسة في المناهج والآليات –سورة الطلاق أنموذجاً-، المؤلف: مريم هادي رضا الجعيفري، الناشر: مركز عين للدراسات والبحوث المعاصرة، وتم نشر الطبعة الأولى منه، سنة: 2018م.
3. سورة الطلاق بين المفسرين والفقهاء، المؤلف: لافي مطلق مذهل العازمي، وهذا بحث محكم، تم نشره في مجلة كلية العلوم الإسلامية، العدد (72)، كانون الأول 2022م.
4. سورة الطلاق دراسة دلالية أصولية تطبيقية، للباحث: محمد إبراهيم حقي علي، وهذا المؤلف عبارة عن رسالة ماجستير في أصول الفقه بكلية الشريعة والدراسات الإسلامية –جامعة الزهراء-، ونوقشت سنة 2020م.
5. تأملات حول الطلاق في ضوء سورة الطلاق –رؤية نفسية تربوية اجتماعية-، للباحث: عبد الحميد محمد عبد العزيز علي، وهذا المؤلف عبارة عن بحث محكم، تم نشره في مجلة معالم القرآن والسنة، المجلد 14، سنة 2018م.
6. القيم الاجتماعية المستنبطة من سورة الطلاق وتطبيقاتها التربوية، المؤلف: سامر محمد الأنصاري، وهذا بحث محكم، تم نشره في المجلة العربية للعلوم ونشر الأبحاث، العدد الثاني، المجلد الثاني، يونيو 2019م.
7. التقوى وأهميتها وأثرها من خلال سورة الطلاق (دراسة موضوعية)، المؤلف: سعيد بن محمد آل ثابت، وهذا الكتاب بدون دار نشر، وبدون طبعة وتاريخ.